# Английско-пруско съглашенство (1756)
Английско-пруското съглашенство е военен съюз, създаден от Уестминстърската конвенция между Великобритания и Прусия, който продължава официално между 1756 и 1762 г., по време на Седемгодишната война. Той позволява на Великобритания да съсредоточи по-голямата част от усилията си срещу колониалните владения на водената от Франция коалиция, докато Прусия понася тежестта на бойните действия в Европа. Приключва в последните месеци на конфликта, въпреки че силните връзки между двете царства остават.

## Създаване
От 1731 г. чрез англо-австрийския съюз, Англия е обвързана с главния съперник на Прусия. Прусия, от своя страна, е съюзник на врага на Великобритания, Франция. След войната за австрийското наследство Австрия губи ценната провинция Силезия и императрица Мария Терезия се опитва да получи британска подкрепа за предложените военни действия за нейното възстановяване. Когато британското правителство отказва, тя се разочарова от това и през 1756 г. сключва съюз с Франция.
Останали без основен съюзник в континентална Европа, британците бързо сключват пакт с Фридрих Велики от Прусия с надеждата да предотвратят голяма европейска война чрез поддържане на европейския баланс на силите. Прусия има редица водещи британски поддръжници, включително Уилям Пит Стари.

## Договор
Уестминстърският договор е договор за неутралитет, подписан на 16 януари 1756 г. между Фридрих Велики и крал Джордж II. Мотивиран е основно от британските опасения от френска атака срещу Хановер. Въз основа на условията на договора, както Прусия, така и Великобритания се споразумяват да се стремят да предотвратят преминаването на сили на чужда сила през Свещената Римска империя, като част от Дипломатическата революция.

## На практика
Въпреки че британците се надяват да избегнат война, Фридрих предприема превантивна удар срещу Австрия през август 1756 г. Той завладява Саксония, но скоро се сблъсква с нападение от Франция, Австрия, Швеция и Русия, и затова е принуден да се оттегли от Бохемия. Към 1757 г. изглежда, че без съществена британска помощ Прусия е напът да рухне.
Фридрих създава голяма и добре дисциплинирана армия, но тя постоянно изпитва недостиг на средства. Британците започват да изпращат големи финансови субсидии в подкрепа на своя съюзник.
На 11 април 1758 г. двете държави сключват Англо-пруската конвенция, с която формализират своя съюз. Нито една от страните няма да сключи мир, без да се консултира с другата. 
След окупацията на Емден, британски контингент е изпратен в континентална Европа, за да служи под командването на херцог Брансуик, пруски съюзник. Контингентът предпазва западния фланг на Фридрих.
Под натиск от Прусия, подкрепяното от Великобритания хановерско правителство отхвърля Конвенцията от Клостерзевен и отново влиза във войната на страната на Прусия. Въпреки британската помощ, усилията на пруската армия се оказват безсмислени през 1759 г., въпреки победата на съюзниците в битката при Минден.
До края на войната обаче събитията се обръщат до голяма степен в полза на англо-пруските съюзници. Великобритания се радва на Annus Mirablis през 1759 г., побеждавайки Франция в Европа, Северна Америка и Азия и отблъсквайки планираното френско нашествие. Великобритания печели редица ключови победи над Испания през 1762 г. а руската императрица умира, което кара Русия да се оттегли от войната срещу Прусия.

## Прекратяване на съглашението
В крайна сметка съглашението е прекратено през 1762 г., когато Великобритания оттегля финансовата и военна подкрепа за целите на пруската война в континентална Европа. Великобритания спечели по-благоприятни условия с Парижкия договор (1763 г.), като печели редица колониални владения, които завладява от Франция и Испания. Прусия запазва Силезия, но не успява да постигне придобиването на други големи територии, за които се надява по време на избухването на войната.
Двете сили сключват отделни мирни споразумения за прекратяване на войната. В годините след войната отношенията им се влошават, като Прусия отхвърля опитите на Великобритания за сформиране на нов съюз преди и по време на Американската война за независимост. Прусия сключва Руско-пруския съюз през 1764 г., а Великобритания остава дипломатически изолирана.
След Американската война за независимост Великобритания и Прусия възстановяват по-тясното си сътрудничество. Те си помагат по време на Холандския бунт през 1787 г. и формират част от Тройния съюз с Холандската република през 1788 г. След избухването на Френската революция и Великобритания, и Прусия взимат участие в различни коалиции сформирани срещу Франция.